# Al-Shushtari

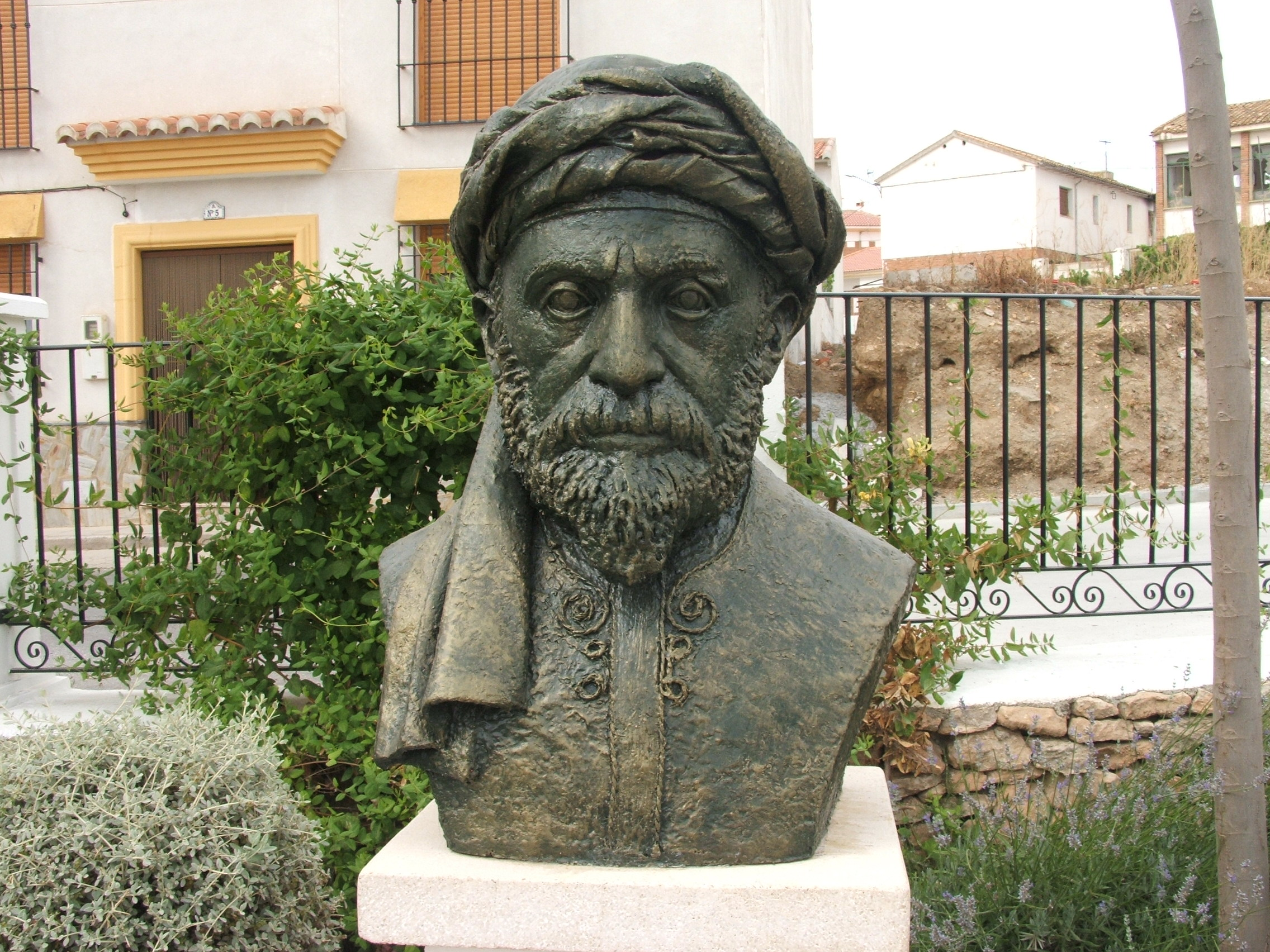
Busto di al-Shustarī.

Abū l-Ḥasan ʿAlī ibn ʿAbd Allāh al-Numayrī al-Shushtarī (in arabo ابو الحسن الششتري‎?; Guadix, 1212 – Ṭīna, 1269) è stato un poeta sufi di al-Andalus (Spagna islamica), nato in epoca almohade e vissuto in epoca nasride.

## Biografia
Questo importante mistico trascorse gran parte della sua esistenza in al-Andalus, ma verso la fine della sua vita si diresse in Oriente. Morì a Ṭīna.
Tra i suoi insegnanti ebbe Ibn Surāqa al-Shātibī (a sua volta allievo di Abū Madyan) e Ibn Sabʿīn, che incontrò per la prima volta a Bijāya nel 1248 e nel 1263 ancora in Egitto e a Mecca.
Le sue poesie sono ancora oggi utilizzate nella musica arabo-andalusa del Marocco e nella musica sufi.